# Eulalie Papavoine
Eulalie Papavoine, née le 11 novembre 1846 à Auxerre et morte à Châlons-en-Champagne le 24 mai 1875, est une couturière parisienne. Elle a participé à la Commune de Paris comme ambulancière.

## Biographie

### Commune de Paris
Eulalie Papavoine, célibataire, vit en concubinage avec le ciseleur Rémy Balthazar, caporal fédéré du 135e bataillon de la Garde nationale, dont elle a un enfant. Lors de la Commune de Paris, elle le suit comme ambulancière à Neuilly, Issy, Vanves, et Levallois.

### Arrestation et procès
Arrêtée après la semaine sanglante, Papavoine est enfermée à Satory, identifiée comme une probable « meneuse » puis envoyée avec une quarantaine de femmes à la prison des Chantiers de Versailles, et enfin à la maison de correction, dans des conditions très difficiles. Pour Édith Thomas, « la répression n'atteint pas seulement les combattants et combattantes pris les armes à la main [...]. Elle frappe au hasard. Toute femme pauvre est suspecte ». Les femmes arrêtées marchent sous les quolibets de la foule parisienne, lorsqu'elles ne sont pas tuées sur le champ,.
Le procès des pétroleuses s'ouvre le 3 septembre 1871. Papavoine est accusée d’avoir dérobé avec Léontine Suétens trois mouchoirs pris dans une maison, rue de Solférino. Dans la maison avait été installée une ambulance, qui soignait d'abord les blessés d'une explosion survenue Avenue Rapp. Papavoine secourait les blessés, leur donnait les premiers soins rue de Solférino puis les conduisait à l'hôpital de la Charité.
Sans antécédents judiciaires, elle nie avoir participé aux incendies de quartier, et admet avoir organisé une ambulance dans une maison de la rue de Solférino. Interrogée par le président du tribunal, elle répond :

« - Vous vous doutiez bien qu'on allait incendier quelques bâtiments, [...], pourquoi n'avez vous pas abandonné ces misérables ?
- Je voulais suivre le sort de mon amant.
- Pourquoi [...] êtes vous restée quand le bataillon se sauvait ?
- Nous avions des blessés et des morts. »

### Condamnation
Le 4 septembre 1871, elle est condamnée à la déportation dans une enceinte fortifiée et à la dégradation civique. Détenue, elle est autorisée à épouser Rémy Balthazar, détenu aux docks de Satory, afin de permettre de légitimer son fils, alors âgé de quatre ans.
Victor Hugo prend alors la défense, d'une part de Théophile Ferré et de Louis Rossel, mais également de trois femmes : Eulalie Papavoine, Léontine Suétens et Joséphine Marchais. Il considère les insurgés comme des combattants révolutionnaires, non comme des criminels de droit commun. Pour les trois femmes de surcroît, il mobilise la question sociale :

« Je demande la vie pour ces trois malheureuses femmes, Marchais, Suétens et Papavoine, tout en reconnaissant que, dans ma faible intelligence, il est prouvé qu’elles ont porté des écharpes rouges, que Papavoine est un nom effroyable, et qu’on les a vues dans les barricades, pour combattre, selon leurs accusateurs, pour ramasser les blessés, selon elles. Une chose m’est prouvée encore, c’est que l’une d’elles est mère et que, devant son arrêt de mort, elle a dit : C’est bien ; mais qui est-ce qui nourrira mon enfant ?
Je demande la vie pour cet enfant.
Laissez-moi m’arrêter un instant.
Qui est-ce qui nourrira mon enfant ? Toute la plaie sociale est dans ce mot. Je sais que j’ai été ridicule la semaine dernière en demandant, en présence des malheurs de la France, l’union entre les français, et que je vais être ridicule cette semaine en demandant la vie pour des condamnés. Je m’y résigne. Ainsi voilà une mère qui va mourir, et voilà un petit enfant qui va mourir aussi, par contre-coup. Notre justice a de ces réussites. La mère est-elle coupable ? Répondez oui ou non. L’enfant l’est-il ? Essayez de répondre oui. »

— Victor Hugo, Depuis l'exil
Eulalie Papavoine meurt à l'asile de Châlons-sur-Marne le 24 mai 1875.

## Postérité
Eulalie Papavoine est assimilée au mythe de la prostituée révolutionnaire, puis à celui de la pétroleuse prétendument incendiaire,.

### Mythe de la prostituée révolutionnaire
« J'ai été réjoui, ce matin, par l'histoire de Mlle Papavoine, une pétroleuse, qui a subi au milieu des barricades les hommages de dix-huit citoyens, en un seul jour ! Cela est raide. »

— Flaubert, Correspondance
Pour l'universitaire Roger Bellet, Flaubert recourt au mythe, développé depuis 1848, de la prostituée emblématique des grandes journées révolutionnaires, mais en le détournant. L’allégorie vivante de la Liberté n'est plus, chez Flaubert, innocente : elle est le « symbole immuable, “effrayant”, béant, de la fille publique ».

### Mythe de la pétroleuse

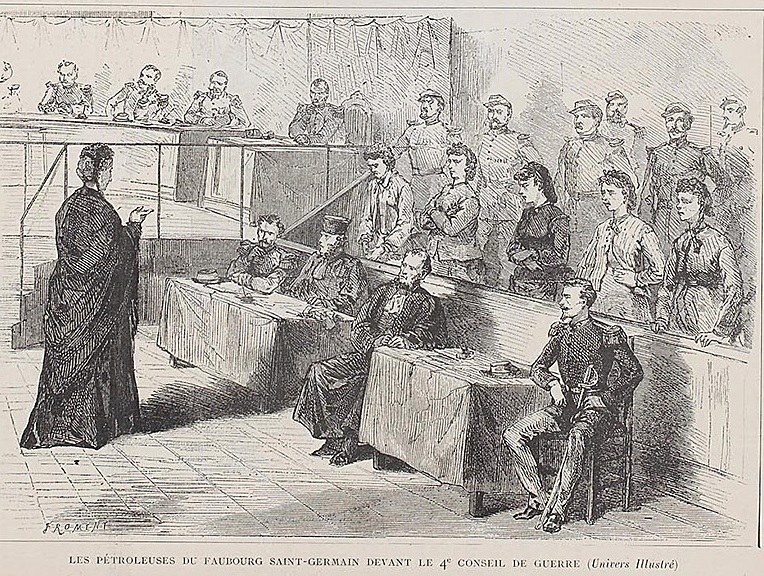
Procès des pétroleuses du faubourg Saint-Germain, gravure de 1871 - Archives nationales.

La série sur les femmes de la Commune de Bertall, caricaturiste mondain du Second Empire la présente comme « l'antifemme du XIXe siècle (ni bonne mère ni bonne épouse), une hystérique qui boit et qui fume ». Le procès d'Eulalie Papavoine et de ses co-accusées est retranscrit en feuilletons pendant l'été et l'automne 1871.
Pour l'archiviste Pierre Casselle, « les comptes rendus mis en scène décrivent les prévenues communardes, la plupart accusées d'incendies, sous des traits devant provoquer l'indignation et la répulsion plutôt que la pitié ». Le portrait physique se doit de rehausser l'indignité morale, et ainsi, pour les commentateurs présents au procès, .

### Postérité
Jean Jaurès revient dans son Histoire socialiste sur le procès d'Eulalie Papavoine, en jugeant qu'il s'agit d'acharnement judiciaire et d'un procès politique : « Ces procès, menés comme des charges à la baïonnette par des magistrats : officiers, sous-officiers et soldats, les bottes encore dégoûtantes de sang et qui jugeaient, ô dérision ! les prisonniers qu’ils n’avaient pu tuer avant, dans le combat ou au cours de la boucherie, aboutirent cependant à souligner le néant des charges sous lesquelles on s’était flatté d’accabler les vaincus ».

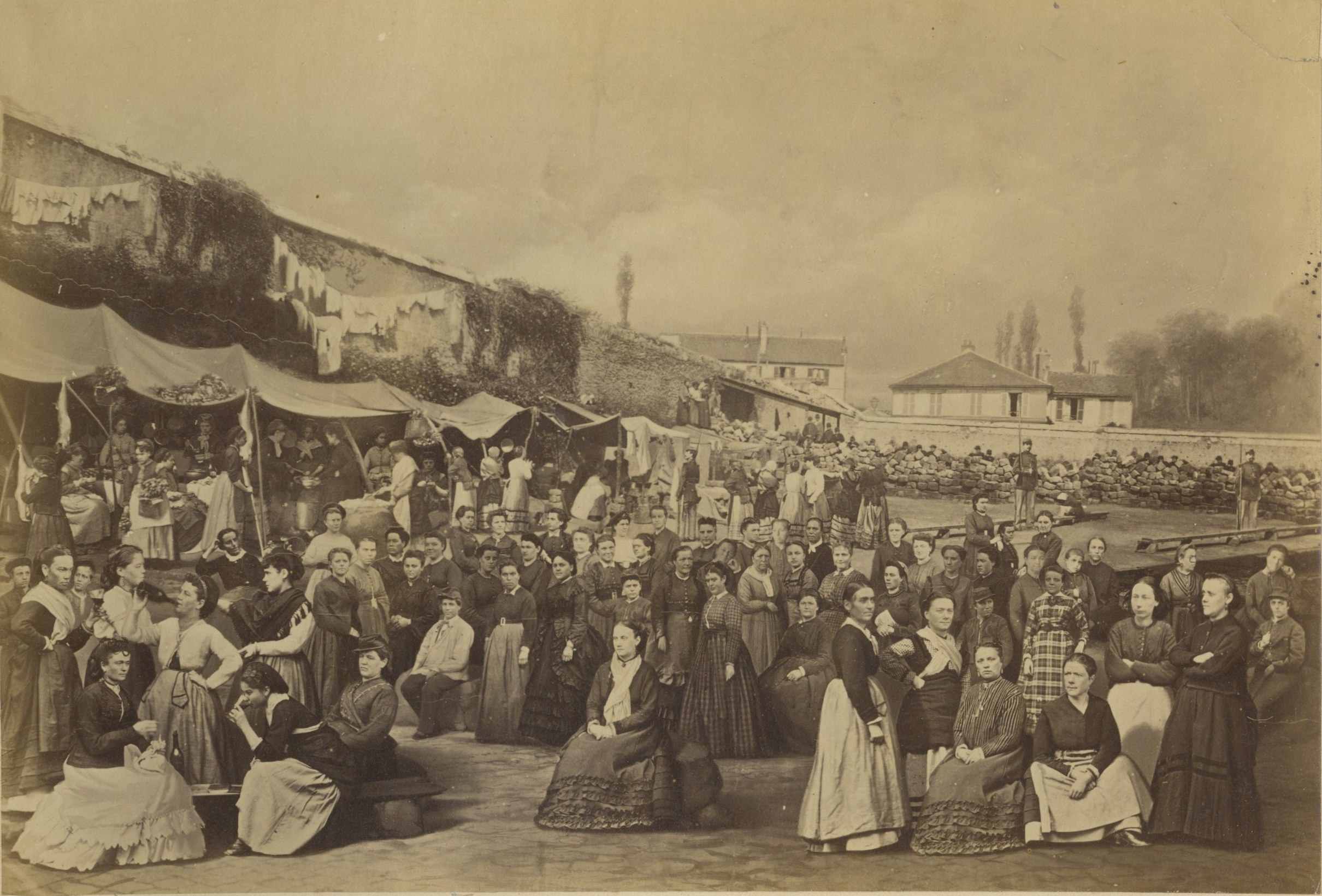
Eulalie Papavoine est figurée debout à droite, aux côtés de Louise Michel.

Louise Michel fait dans ses Mémoires d'une homonymie malheureuse avec le criminel Louis-Auguste Papavoine la cause de sa détention : « Eulalie Papavoine fut, par le hasard de son nom, condamnée aux travaux forcés ; elle n’était pas même parente du Papavoine légendaire, mais on était trop heureux de faire sonner ce nom-là ».
Au XXe siècle Édith Thomas, la première historienne à s'intéresser au cas des « Pétroleuses », est formelle quant à l'innocence d'Eulalie Papavoine : si deux des femmes jugées « ont, peut-être, participé aux incendies, mais certainement pas Élizabeth Rétiffe, Léontine Suétens, Joséphine Marchais, Eulalie Papavoine [...] qui furent cependant condamnées comme « pétroleuses », parce qu'il fallait bien des coupables et que l'on n'en trouvait pas ».
Une rue de Savigny-le-Temple porte le nom d'Eulalie Papavoine.